# Friend-to-friend
Una red de ordenadores friend-to-friend (F2F o "amigo a amigo") es un tipo particular de P2P anónimo en donde la gente se conecta directamente con sus "amigos". Los programas F2F solamente permiten personas en las cuales uno confía, usando direcciones de IP o firmas digitales para hacer los intercambios de archivos. De esta manera los amigos de sus amigos (y así sucesivamente) podrán descargar indirectamente archivos de una persona de manera anónima.
Una de las mayores ventajas de este tipo de redes es que pueden crecer en tamaño sin comprometer el anonimato del usuario.
El término F2F fue introducido por Dan Bricklin el 11 de agosto de 2000.
Ejemplos de este tipo de redes son: Waste, Turtle F2F, ANts P2P, GNUnet, MUTE y Napshare.

## Aplicación Más Común: Turtle F2F
Turtle F2F es una clase de mensajero instantáneo, donde cada usuario establece un canal autenticado y seguro con un número limitado de nodos controlados por sus amigos. Lo nuevo en la red de la tortuga está, sin embargo, en que la transferencia no funciona sobre un servidor central (como CSpace) sino que era el primer servicio sin servidor central. Además, Turtle F2F puede poner conexiones en ejecución que pasan varios saltos de amigos: Alicia envía el archivo a Pedro, Pedro descarga éstos y los envía a Otto, Otto continúa descargando el archivo y continúa enviándolo otra vez a Bob. El archivo del transmisor puede ser enviado anónimamente (sin la dirección IP) a otro amigo a través del siguiente túnel en forma cifrada, manteniendo la confidencialidad entre personas que no se conocen.

## Software
- Anonshare
- Galet (abandonado)[1]
- Alliancep2p
- GNUnet ofrece la opción "topología F2F"
- Infinit
- RetroShare
- Hybridshare[2]
- Turtle F2F
- Jetiants - mirar ANts P2P con F2F mensajero Jeti
- Waste si "ping packets" minusválido